# Muestra Gastronómica de Santiago de Anaya
La Muestra Gastronómica de Santiago de Anaya es una feria gastronómica, realizada en la localidad de Santiago de Anaya, Hidalgo, México. El evento se realiza el primer fin de semana de abril; en él se reúnen anualmente cerca de 1500 cocineros del municipio de Santiago de Anaya y del Valle del Mezquital; donde se busca aprovechar los conocimientos y técnicas tradicionales, así como la flora y fauna de la zona.
En el Valle del Mezquital, en donde prevalece la vegetación de semidesierto, el pueblo otomí por siglos ha habitado esta región, ha forjado una compleja y variada gastronomía. «Todo lo que florece, se arrastra, camina, corre y vuela... ¡va pa'la cazuela!», bajo este lema se celebra el evento.
Entre la comida regional que se encuentra hay comida hecha a base de insectos como algunos escarabajos comestibles, escamoles (huevos y larvas de la hormiga), meocuilines y chinicuiles (gusanos de maguey), xotlinilli o jumiles (chinche de monte), chincharras, chapulines, chagüis o xamoes (chinches del árbol de mezquite). Así como carne de tlacuache, jabalí, tejón, zorrillo, ardilla, cacomixtle, víbora, ratones de campo y xincoyote.
Cada animal es cocinado tradicionalmente con diferentes ingredientes autóctonos con maíz, chile, frijol, xoconostle, nopal, jitomate, quelites, y derivados de milpa y maguey.  Así como tlacoyos, barbacoa, mole, ximbó, mixiotes, y pulque.  Todas las carnes exóticas e ingredientes que son utilizados en el festival deben de cumplir con una normativa y permiso especial para su comercialización.

## Historia

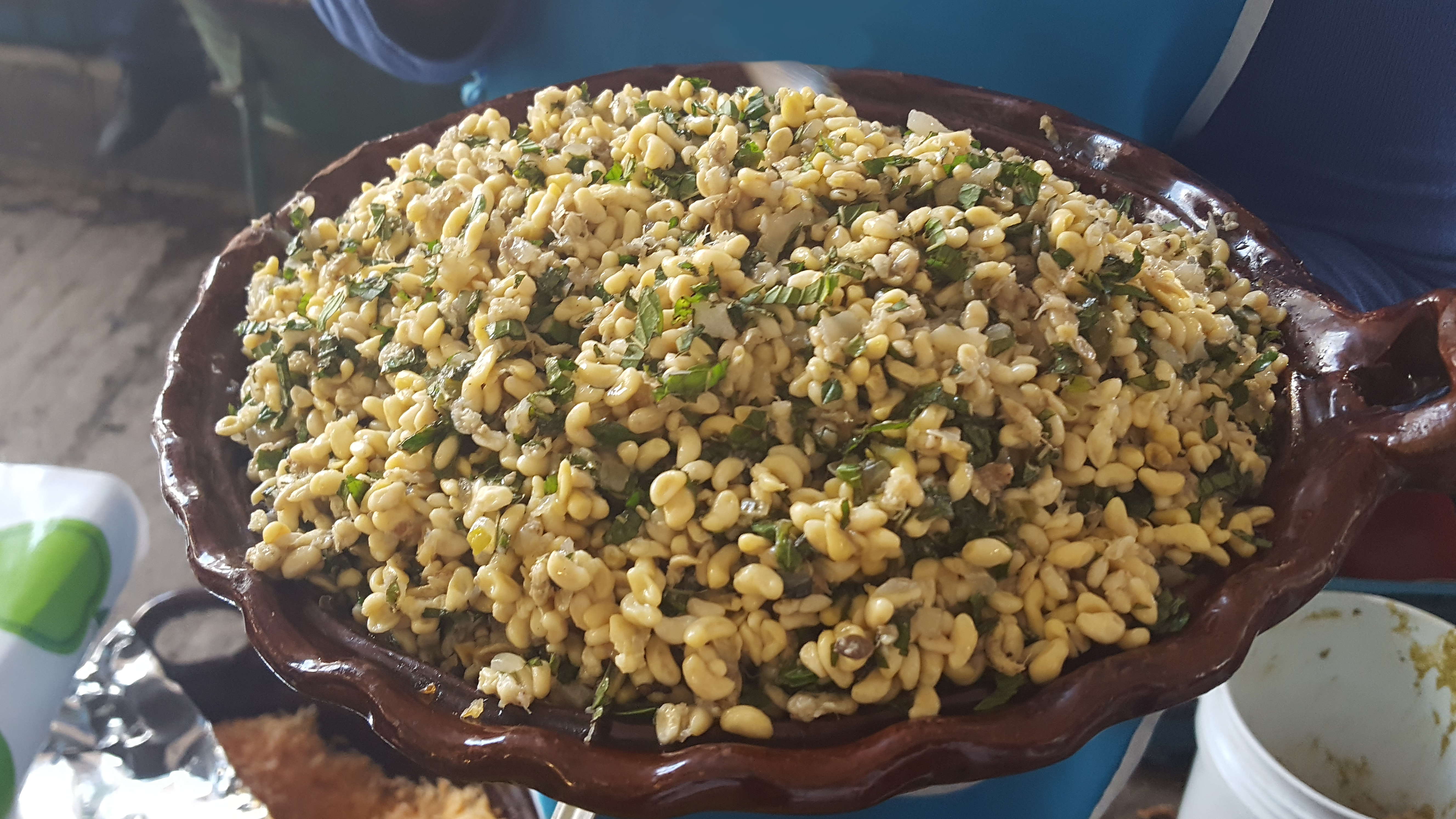
Cazuela de barro con gualumbos y escamoles

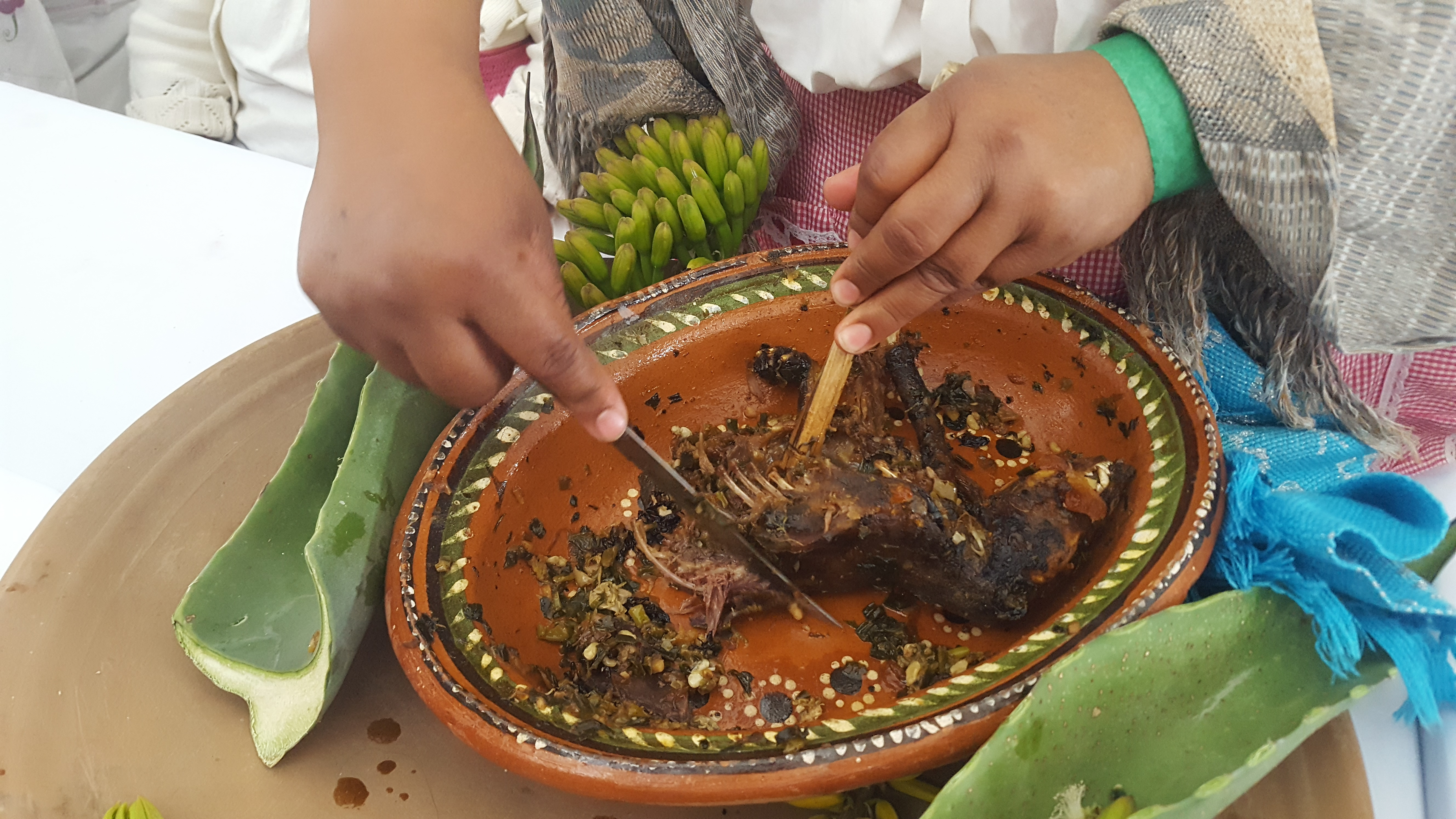
Tlacuache horneado, servido en un plato de barro.

Inicialmente se realizaba una faena que se llevaba a cabo en el DIF municipal, donde la gente llevaba su comida para compartirla con los vecinos y familiares. Sugirió la idea de que se realizará un pequeño concurso, promovido principalmente por Carmelo Ángeles Moreno. En 1975, se organizó el primer concurso con seis cocineras; entre los que se sirvieron: Flores de garambullo con frijol quebrado, conejo silvestre en mole de olla, flores de garambullo en torta, flores de gualumbo y escamoles.
En 1980 cuando la organización pasó a manos del Ayuntamiento de Santiago de Anaya y se creó propiamente la Muestra Gastronómica. En esa edición se realizó como una demostración de un taller de cocina con menos de 50 asistentes. Desde ese momento la afluencia de visitantes incremento junto con el número de concursantes.
La edición de 2020 se canceló el evento debido a la pandemia de COVID-19 en Hidalgo. La edición de 2021 se realizó de manera virtual, con transmisiones sobre talleres y conferencias sobre turismo, las artesanías, costumbres y tradiciones, así como de actividades artísticas y culturales. El 1 de abril de 2021 la LXIV Legislatura del Congreso de Hidalgo la declaró como Patrimonio Cultural Intangible de Hidalgo.
En febrero de 2022, se informó que la Muestra Gastronómica se realizaría de manera presencial, después de dos años de no realizarse de manera presencial debido a la pandemia. Durante la edición de 2022, el 3 de abril alrededor de las 4:00 p. m., un fuerte torbellino provocó la caída de la infraestructura de un enlonado. Dejando a 11 personas lesionadas, una bailarina de huapango que resultó lesionada, falleció por traumatismo craneoencefálico, días después.

## Organización

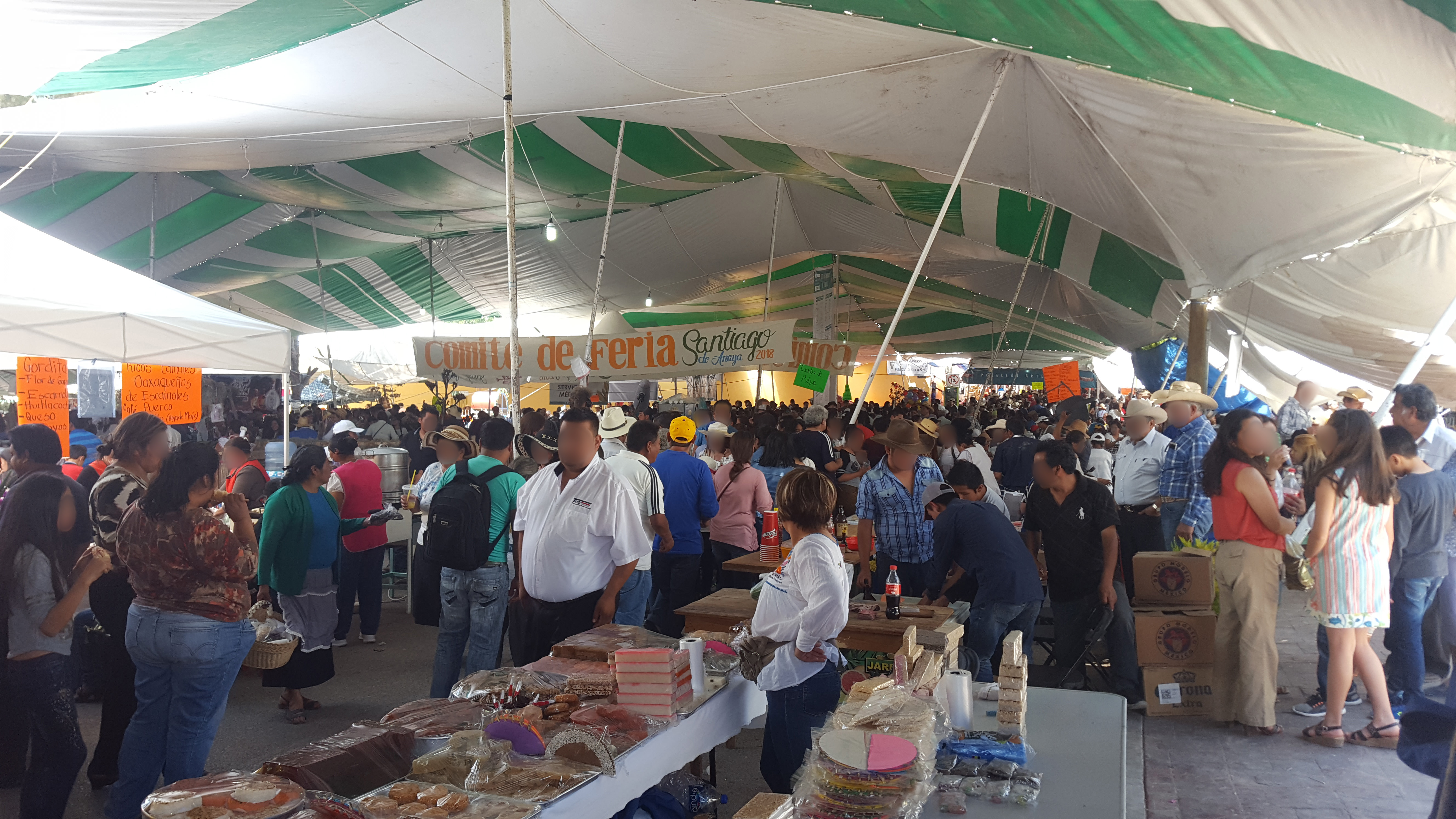
Área de venta de comida

Cada feria se programa desde un año antes, todos los gastos de la infraestructura es cubierta por el ayuntamiento, con apoyo de la Secretaría de Cultura, para su promoción; también ha sido necesario el apoyo de la Secretaría de Medio Ambiente y Recursos Naturales (SEMARNAT), para regular y vigilar la caza de animales. La organización es realizada por diferentes comités del pueblo divididos según las familias, la distribución de la venta de los platillos exóticos es a partir de los comités.
La Muestra Gastronómica se divide en dos secciones, en la primera se conforma por puestos de venta de comida y artesanías, la segunda el área del concurso. En la sección de venta de comida y artesanías, los puestos son otorgados por parte del ayuntamiento municipal, con una cooperación para poder pagar los gastos de infraestructura; estos puestos se colocan en las principales calles de la localidad. En la sección del concurso, en la plaza principal se monta un gran enlonado, con un escenario, mesas y sillas.
También se cuenta con un escenario para presentaciones musicales y de danza folclórica; y se realizan distintas actividades artísticas y culturales, como talleres y conferencias. Antiguamente se realizaba el denominado Concierto Ecológico en las Grutas de Xoxafi, cuyo propósito era de buscar espacios alternativos para desarrollar conciertos y en este caso aprovechar la acústica de la cámara natural que se forma en la caverna.

## Concurso

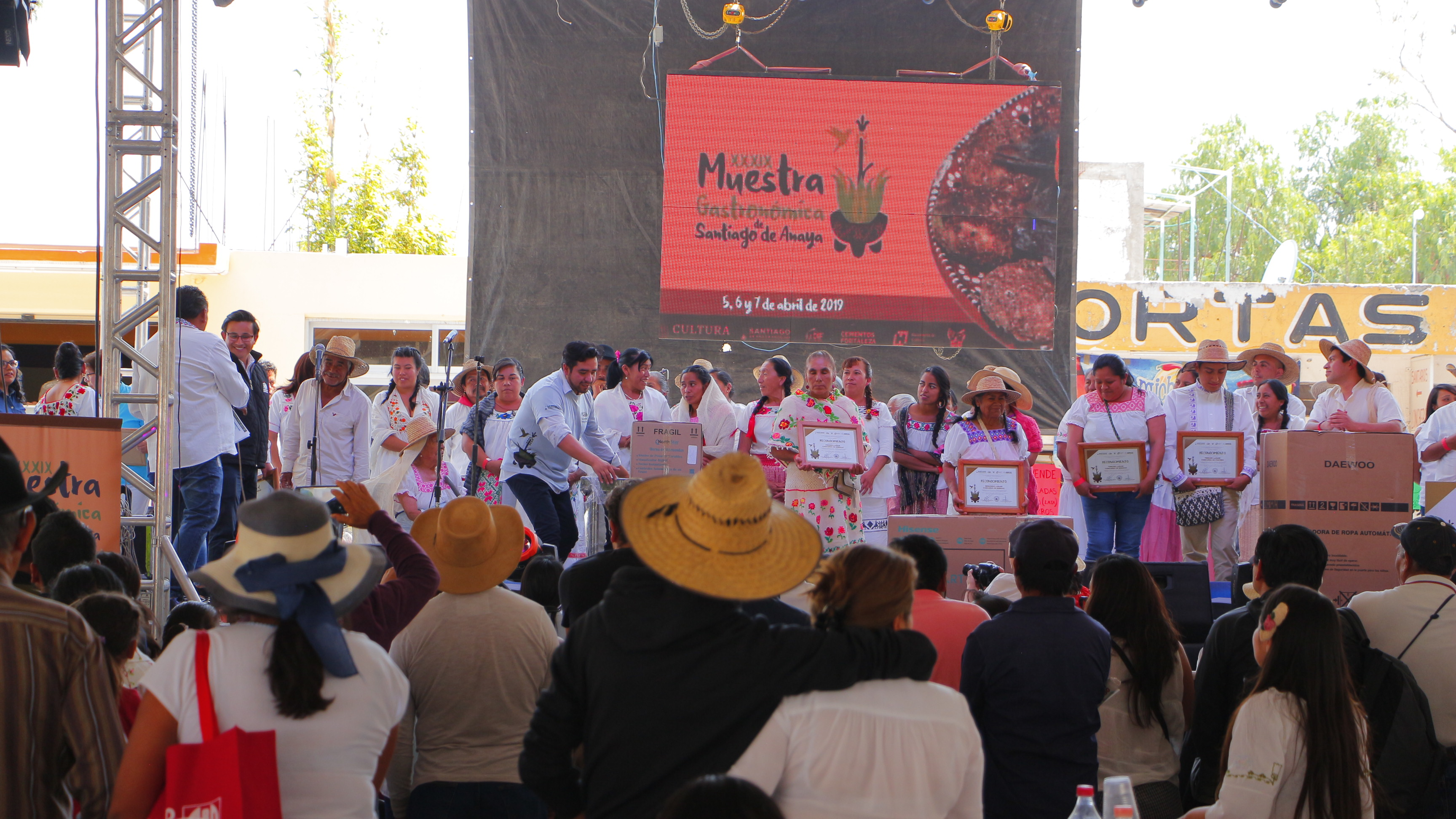
Premiación a los 3 primeros lugares de bebidas en 2019

El concurso se divide en 2 días, el primero se aboca a los platillos tradicionales e innovaciones, el segundo día se lleva a cabo una muestra de postres y bebidas. Los alimentos han de prepararse con técnicas tradicionales y utensilios de madera y barro, no debe haber ningún objeto de plástico, aluminio o metal, las servilletas y manteles deben de ser de manta y bordados.
Entre los participantes, se hacen agrupaciones de 20, se le asigna un trío de jueces, y de cada grupo se elige un finalista. Este pasa a una segunda ronda y es en este punto que el jurado elige al ganador. El jurado está formado por conocedores de la cocina otomí, cocineros profesionales e investigadores gastronómicos. La calificación se basa en diferentes aspectos como sazón, presentación, higiene, originalidad y explicación que cada participante hace de su platillo.